# Инфантино, Джино
Джино Инфантино (исп. Gino Infantino; род. 19 мая 2003, Росарио, Санта-Фе) — аргентинский футболист, полузащитник клуба «Росарио Сентраль».

## Клубная карьера
Инфантино — воспитанник клуба «Росарио Сентраль». 13 ноября 2020 года в матче против «Банфилд» он дебютировал в аргентинской Примере. 9 октября 2021 года в поединке против «Эстудиантеса» Джино сделал «дубль», забив свои первые голы за «Росарио Сентраль». 

## Международная карьера
В 2023 году в составе молодёжной сборной Аргентины Инфантино принял участие в молодёжном чемпионате Южной Америки в Колумбии. На турнире он сыграл в матчах против сборных Бразилии, Колумбии, Парагвая и Перу. В поединке против перуанцев Джино забил гол. В том же году Инфантино принял участие в домашнем молодёжном чемпионате мира. На турнире он сыграл в матчах против команд Узбекистана, Гватемалы, Новой Зеландии и Нигерии. В поединке против новозеландцев Джино забил гол.